# Центральна сільська рада (Родинський район)
Центра́льна сільська рада (рос. Центральный сельский совет) — сільське поселення у складі Родинського району Алтайського краю Росії.
Адміністративний центр — село Центральне.

## Історія
2010 ліквідована Вознесенська сільська рада (село Вознесенка), територія увійшла до складу Центральної сільської ради.

## Населення
Населення — 1056 осіб (2019; 1432 в 2010, 1936 у 2002).

## Склад
До складу сільської ради входять:
| Населений пункт       | Населення, осіб (2002) | Населення, осіб (2010) |
| --------------------- | ---------------------- | ---------------------- |
| Вознесенка, село      | 631                    | 437                    |
| Красний Алтай, селище | 454                    | 432                    |
| Центральне, село      | 851                    | 563                    |